# Anaplastisch-großzelliges Lymphom

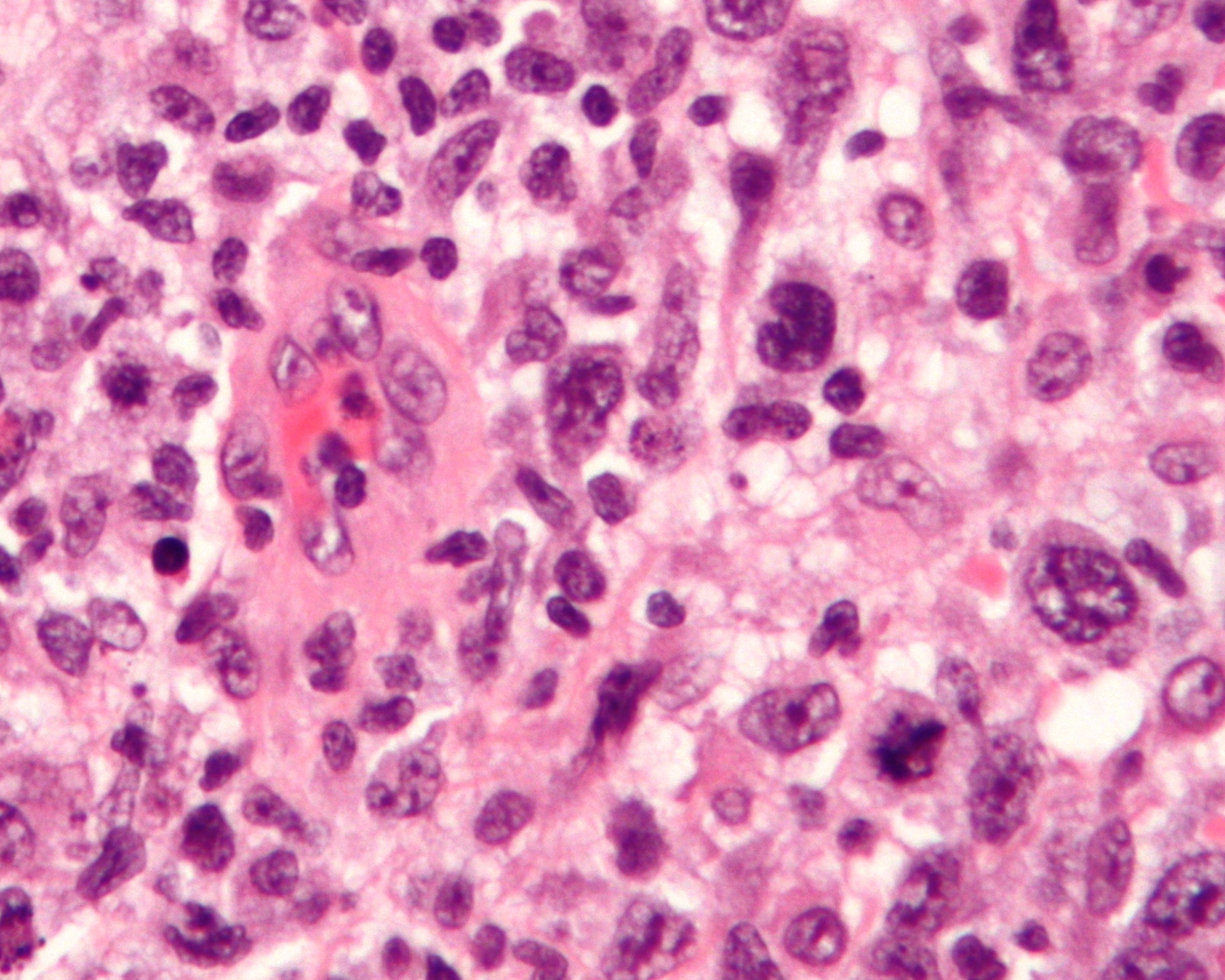
Histologisches Präparat eines ALCL in HE-Färbung.

Das anaplastisch-großzellige Lymphom (ALCL) ist ein malignes T-Zell-Lymphom, das nach der WHO-Klassifikation zu den Non-Hodgkin-Lymphomen gezählt wird. Der Name leitet sich aus den Begriffen ‚Anaplasie‘ und ‚großzelliges Lymphom‘ ab. Es wurde erstmals 1985 als eigenständige Tumorentität beschrieben.

## Epidemiologie
Das anaplastisch-großzellige Lymphom kommt vor allem bei Kindern und Jugendlichen vor, aber auch ältere Erwachsene können betroffen sein. Es macht etwa 15 % der kindlichen Non-Hodgkin-Lymphome aus.
Bei pädiatrischen Patienten beträgt das mediane Erkrankungsalter etwa zehn Jahre. Mit einem Verhältnis von 1,8:1 sind Jungen häufiger betroffen.

## Klinik
Bei 60 bis 70 % der Patienten wird die Diagnose erst in einem fortgeschrittenen Stadium (III oder IV) gestellt. Häufig ist eine extranodale (außerhalb von Lymphknoten) Beteiligung von Haut, Knochen und Bindegewebe.
Gelegentlich tritt eine Leukozytose auf, vor allem in Form einer Neutrophilie.

## Pathophysiologie
Bei der ALK-positiven  Form kommt es zu einer chromosomalen Translokation mit Bildung eines  Fusionsproteins. Die häufigste Translokation ist die t(2;5)q(p23;q35). Dabei kommt es zur Bildung eines Fusionsproteins aus Nucleophosmin (NMP) und der Anaplastic Lymphoma Kinase (ALK). Durch dieses Translokation kommt  es zu einer Aktivierung verschiedener intrazellulärer Signalwege, die zu einer Tumorentstehung beitragen.

## Diagnostik

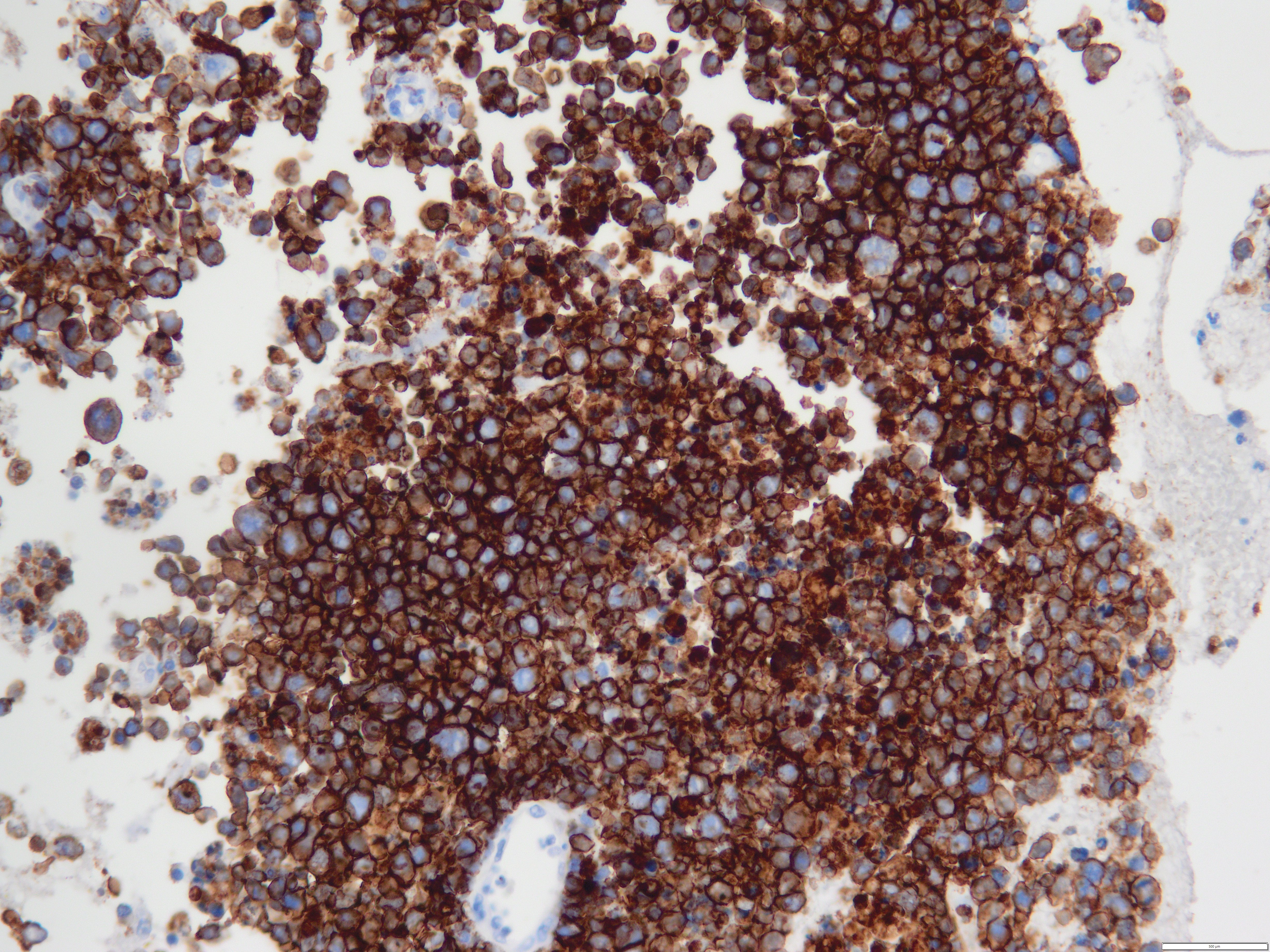
Immunhistochemie eines ALCL mit Positivität der Tumorzellen für CD30.

Die Diagnose wird mittels einer Biopsie gestellt. Als diagnostische Kriterien fordert die WHO den Nachweis typischer Zellen sowie der Expression des Zytokin-Rezeptors CD30. Prognostisch bedeutend ist der Nachweis der Anaplastic Lymphoma Kinase (ALK). Fast alle Fälle des ALCL im Kindesalter sind ALK-positiv.

## Therapie
Die Behandlung findet vorwiegend in spezialisierten Zentren im Rahmen von Therapiestudien statt. Zum Einsatz kommen verschiedene Chemotherapeutika, wie zum Beispiel Methotrexat, Vinblastin, Ifosfamid, Cyclophosphamid und Doxorubicin. Begleitend wird Dexamethason verabreicht.
Seit Ende 2012 ist in der Europäischen Union mit der Substanz Brentuximab-Vedotin ein Antikörper-Wirkstoff-Konjugat (ADC) zur Behandlung des systemischen anaplastisch-großzelligen Lymphoms (sALCL) verfügbar. Brentuximab-Vedotin verknüpft einen anti-CD30 Antikörper über einen Aminosäure-Linker mit dem Zytostatikum Monomethyl-Auristatin E (MMAE). Das Arzneimittel ist zugelassen zur Behandlung von Erwachsenen bei einem Rückfall bzw. Wiederauftreten eines sALCL oder bei einem therapierefraktären (nicht auf die üblichen Therapien ansprechenden) sALCL.

## Prognose
Bei Kindern ist die ereignisfreie 5-Jahres-Überlebensrate mit etwa 70–75 % etwas geringer als bei anderen NHL. Allerdings können bei einem Rückfall immer noch 50–60 % der Patienten erfolgreich behandelt werden, so dass die Gesamtüberlebensrate bei etwa 90 % liegt.
Erwachsene Patienten mit einem ALK-positiven ALCL haben mit 60 % eine bessere ereignisfreie Überlebensrate als ALK-negative Patienten mit 36 %.